# Muxika
Muxika város Spanyolországban,  Bizkaia tartományban. Muxika Gernika-Lumo, Iurreta, Berriz, Errigoiti, Ajangiz, Morga, Zornotza, Mendata, Munitibar-Arbatzegi Gerrikaitz és Larrabetzu községekkel határos. Lakosainak száma 1545 fő (2024).

## Népesség
A település népessége az utóbbi években az alábbiak szerint változott:
| Lakosok száma | 1341 | 1290 | 1378 | 1473 | 1468 | 1443 | 1407 | 1465 | 1483 | 1545 |
|               | 2001 | 2004 | 2007 | 2009 | 2012 | 2014 | 2017 | 2019 | 2022 | 2024 |